# Artheneidae

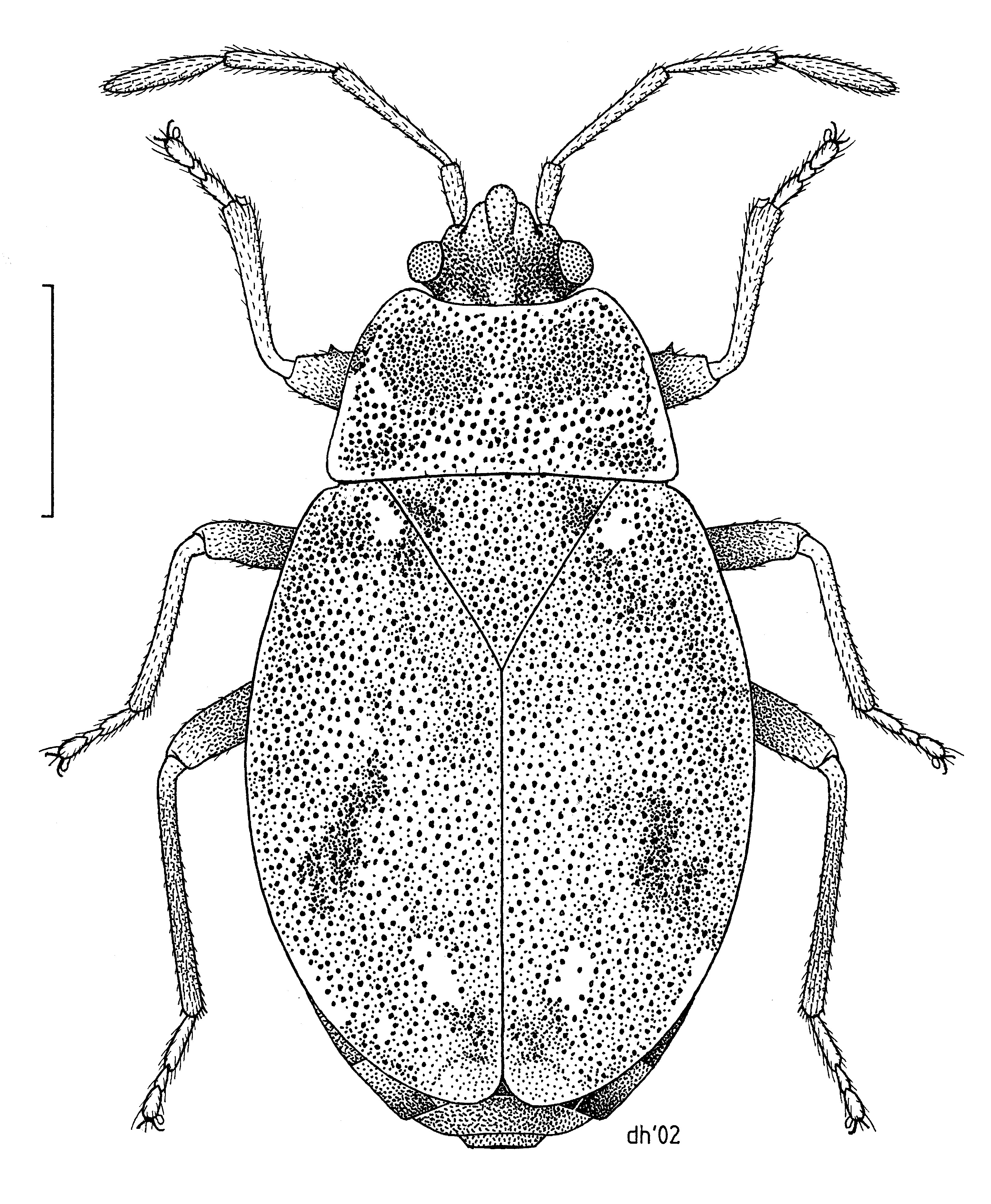
Nothochromus maoricus

Artheneidae – rodzina pluskwiaków z  podrzędu różnoskrzydłych i nadrodziny Lygaeoidea. Należy do niej 20 opisanych gatunków. Większość występuje w Palearktyce; 2 rodzaje znane są z krainy australijskiej, a w krainach: etiopskiej i na wschód nearktycznej występują gatunki zawleczone. Są fitofagami ssącymi nasiona.

## Morfologia
Pluskwiaki o niewielkich rozmiarach, osiągające od 2,5 do 4 mm długości ciała, którego zarys jest podługowato-jajowaty. Dominuje wśród nich niepozorna, brązowawa do czarnej kolorystyka. U większości gatunków grzbietową powierzchnię głowy, przedplecza i tarczki pokrywa silne punktowanie.
Głowa jest całkowicie pozbawiona trichobotrii. Boczne brzegi przedplecza są płasko rozszerzone lub blaszkowate. Większość gatunków obejmuje formy długoskrzydłe (o skrzydłach w pełni wykształconych), jednak jedyny znany przedstawiciel Nothochrominae jest krótkoskrzydły. Tylna para skrzydeł charakteryzuje się obecnością żyłek interwannalnych i hamusa (haczykowatej żyłki w komórce dysoidalnej, odchodzącej od żyłki medialnej).
Odwłok jest całkowicie pozbawiony laterotergitów. Przetchlinki odwłokowe drugiej pary umieszczone są u Dilompinae brzusznie, a pozostałych podrodzin grzbietowo. Przetchlinki odwłokowe par od trzeciej do siódmej leżą brzusznie na „półeczkach”, utworzonych przez sternity. Liczba trichobotrii na sternitach odwłoka nie jest zredukowana, a te na piątym sternicie wyrastają ze wspólnej wyniosłości. U samic szew między czwartym i piątym sternitem jest całkowity, dochodzący do brzegów odwłoka. W genitaliach samic większości gatunków korpus spermateki uległ inwaginacji. Genitalia samców odznaczają się obecnością bocznego wyrostka na prąciu i, u większości gatunków, bardzo krótkim wyrostkiem otworu płciowego. U larw odwłok zaopatrzony jest w trzy gruczoły zapachowe.

## Ekologia i występowanie
Biologia i ekologia tych pluskwiaków są słabo poznane. Są fitofagami, wysysającymi nasiona roślin. Gatunki europejskie, w tym te zawleczone do Ameryki, znane są z żerowania na nasionach pałkowatych. Gatunki australijskie żerują na mirtowatych z rodzajów eukaliptus i Leptospermum. Zimowanie odbywa się w ściółce lub kolbach nasiennych pałek.
Rodzina ta występuje obecnie w większości krain zoogeograficznych. Naturalny zasięg Artheneinae ograniczał się do Palearktyki, jednak zawleczone zostały przez człowieka do krainy etiopskiej i na wschód krainy nearktycznej. Pozostałe podrodziny występują tylko w krainie australijskiej: Dilompinae są endemitami Australii (włącznie z Tasmanią), a Nothochrominae – Nowej Zelandii. W Polsce występuje tylko Chilacis typhae.

## Taksonomia
Takson ten wprowadzony został w 1862 roku przez Carla Ståla pod nazwą Artheneida. Rangę rodziny po raz pierwszy nadali mu w 1894 roku Lucien Lethierry i G. Severin. W XX wieku klasyfikowany był jednak głównie jako podrodzina Artheneinae w obrębie szeroko pojętych zwińcowatych. W pracach z II połowy XX wieku wysnuwane były przypuszczenia co do parafiletyzmu tak rozumianych zwińcowatych. W 1962 roku James Alexander Slater, Thomas E. Woodward i M.H. Sweet podzielili Artheneinae na trzy plemiona: Artheneini, Dilompini i Nothochromini. W 1986 roku J.A. Slater i Harry Brailovsky przenieśli do Artheneinae rodzaj Polychisme, tworząc dlań plemię Polychismini. Thomas J. Henry w 1997 roku opublikował wyniki analizy filogenetycznej infrarzędu, na podstawie której wniósł niektóre podrodziny zwińcowatych, w tym omawianą do rangi rodziny. Poskutkowało to podniesieniem do plemion do rangi podrodzin tj. Artheneinae, Dilompinae, Nothochrominae i Polychisminae, przy czym jeszcze w tym samym roku Izjasław Kierżner przeniósł Polychisme do Ischnorhynchinae, likwidując Polychisminae. Według wyników analizy Henry’ego grupą siostrzaną dla Artheneidae są Oxycarenidae – ich wspólnymi cechami jest brak laterotergitów odwłoka, obecność wyrostka na fallotece i sześciokątne pękanie osłonki jaja przy wylęgu. Siostrzaną relację tych rodzin potwierdzają też wyniki molekularnej analizy Tiana Xiaoxuan i innych z 2011.
Do rodziny tej zalicza się 20 opisanych gatunków. Klasyfikuje się w 7 rodzajach i 3 podrodzinach:
- podrodzina: Artheneinae Stål, 1862
  - Artheneidea Kiritshenko, 1913
  - Artheneis Spinola, 1837
  - Chilacis Fieber, 1864
  - Holcocranum Fieber, 1860
  - Teutates Distant, 1909
- podrodzina: Dilompinae Slater, Woodward et Sweet, 1962
  - Dilompus Scudder, 1957
- podrodzina: Nothochrominae Slater, Woodward et Sweet, 1962
  - Nothochromus Slater, Woodward et Sweet, 1962